# Томас Квастгофф
Томас Квастгоф (нім. Thomas Quasthoff; нар. 9 листопада 1959, Гільдесгайм, Західна Німеччина) — німецький бас-баритон. Квастгоф має багато музичних інтересів: від барокових кантат Баха, до романтичного ліду, а також сольні джазові імпровізації. Народився з родовими вадами, має зріст 1.34 м, та хворіє на фокомелію (англ. phocomelia). 

## Раннє життя та кар'єра
Квастгоф при народженні мав серйозні родові вади, які були викликані тим, що його мати під час вагітності вживала ліки «Thalidomide», які повинні були допомагати від нудоти. Квастгофф має зріст 1.34 м у зв'язку з короткими кістками ніг, а також фокомелію верхніх кінцівок з короткими або відсутніми довгими кістками. 
Квастгофові було відмовлено у вступі до Консерваторії у Гановері (Німеччина) у зв'язку з неможливістю грати на фортепіано, але не відсутністю навички, необхідної для вступу до консерваторії. На початку навчання як співака, йому сприяв Себастьян Пешко. Таким чином він обрав приватне вокальне навчання. Також він три роки вивчав право. До музичної кар'єри він працював шість років диктором на радіо NDR. Він також займався закадровим озвученням на телебаченні.

## Музична кар'єра
Музичну кар'єру почав 1988 р., коли він виграв Міжнародний музичний конкурс у Мюнхені, отримавши схвальний відгук від баритона Д. Фішера-Діскау. 1995 р. він зробив американський дебют у Фестивалі Баха в Ореґоні на запрошення художнього керівника Гельмута Рілінґа; у 1998 році він був солістом світової прем'єри «Credo» Кшиштофа Пендерецького під час Bach Festival, запис котрого отримав Премію Ґремі за найкращий хоровий запис. 2003 р. він зробив оперний дебют у ролі Дона Фернандо у «Фіделіо» Бетховена на Зальцбурдзькому фестивалі під орудою Саймона Ретла.
Квастгоф записувався для Deutsche Grammophon. На додаток до записів класичного репертуару він випустив свій перший джазовий альбом для DG, The Jazz Album: Watch What Happens, разом із Тілем Бренером, Alan Broadbent, Peter Erskine, Dieter Ilg, та Chuck Loeb.
Під час концертного сезону 2006—2007 рр. Квастгоф був одним з «перспективних» виконавців у Карнеґі-холі. Одначе хвороба змусила його скасувати свої перші два виступи на цьому концертному майданчику.
Як «виконавець-резидент» у лондонському Барбікан-центрі,, Квастхофф запросив деяких своїх улюблених друзів у серію під назвою «Die Stimme» – Голос (це також назва його автобіографії), так він відзначив свій 50-й день народження. Квастгоф був гостем у BBC Radio 4's «Desert Island Discs» у лютому 2009-го.
2012 р. Квастгоф анонсував відхід од публічного виконання. Він навів різні причини, такі як хвороби, втому від гастролей смерть його брата Міхаеля від раку легенів.
Квастгоф також є професором вокалу. Раніше він викладав у Музичній академії у Детмольді (Німеччина). Нині він — професор у Музичній школі ім. Ганса Айслера в Берліні.

## Нагороди
Квастгоф отримав Премію Ґремі за найкраще класичне вокальне виконання 2000 р. за свій запис разом з Анне-Софі фон Оттер 12 пісень із «Чарівного рога хлопчика» Малера, з оркестром Берлінським філармонічним оркестром під орудою Клавдіо Аббадо. Він отримав Премію Ґремі за найкраще класичне вокальне виконання вдруге 2004 р. Це була Пісня з оркестром Шуберта, яку Квастгоф виконав з фон Оттер та Камерним оркестром Європи, диригент Клавдіо Аббадо. Квастхгоф отримав Премію Ґремі за найкраще класичне вокальне виконання втретє 2006 р. з Райнером Кусмавлем — провідним виконавцем у RIAS Chamber Choir of Berlin Baroque Soloists за запис «Cantatas» Баха.
Квастгоф записав пісні Брамса, Ліста, та Шуберта в супроводі піаніста Юстус Цеєна, котрі були номіновані на Ґремі в 2000 та 2001 рр.
2005 р. отримав Орден «За заслуги перед Федеративною Республікою Німеччина».
2008 р. він був солістом у запису «Німецького реквієму» Брамса (диригент Саймон Ретл; хормейстер Саймон Голсі) на EMI Classics, який отримав Ґремі.
2009 р. Квастгоф був став призером  Музичної премії ім. Герберта фон Караяна. Того ж року був нагороджений Золотою Медаллю за «видатну музичність» у Королівському музичному товаристві (Лондон).

## Особисте життя
2006 році Квастгоф одружився з Клавдією Штельзік, німецькою телевізійною журналісткою.

## Волонтерство
Квастогоф із 2003 року є покровителем Фонду «Діти Чорнобиля землі» Нижня Саксонія.